# 達爾-納傑日達
49°9′7″N 35°44′52″E / 49.15194°N 35.74778°E
達爾-納傑日達（烏克蘭語：Дар-Надежда），是烏克蘭東部的村莊，隸屬哈爾科夫州的別列斯京區。該村始建於十九世紀，面積0.59平方公里，海拔高度99米，2001年人口313，人口密度每平方公里530.5人。